# Romuald Kłos

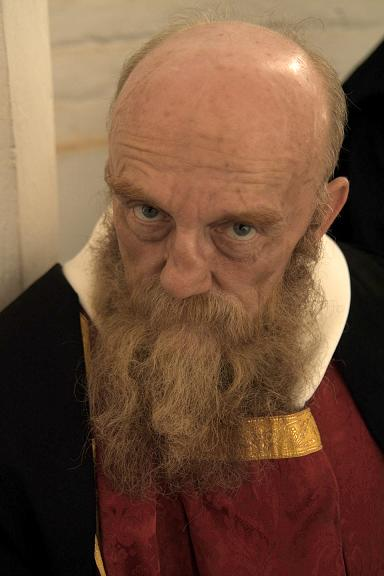
Romuald Kłos w „Biblia”

Romuald Kłos (ur. 5 lutego 1956 w Warszawie) – polski aktor filmowy. Z zawodu architekt.

## Filmografia
| Filmy fabularne     |                                         |                                                       |                                    |
| Rok                 | Tytuł                                   | Rola                                                  | Reżyseria                          |
| 1989                | Francesco                               | turecki więzień                                       | Liliana Cavani                     |
| 1990                | Modì                                    | Arturo                                                | Franco Brogi Taviani               |
| 1998                | La ballata dei lavavetri                | Janusz                                                | Peter Del Monte                    |
| 2000                | Il segreto del giaguaro                 | mafioso                                               | Antonello Fassari                  |
| 2001                | I cavalieri che fecero l’impresa        | Ślepy Abbot                                           | Pupi Avati                         |
| 2001                | Zana                                    | Andrievic                                             | Daniela Alviani, Corrado Lannaioli |
| 2001                | Sole negli occhi                        | Mago Cillindro                                        | Andrea Porporati                   |
| 2001                | Il terzo segreto di Fatima              | mafioso                                               | Alfredo Peyretti                   |
| 2002                | L’inverno                               | Pit                                                   | Nina Di Majo                       |
| 2003                | Radio West                              | Vecchio Serbo                                         | Alessandro Valori                  |
| 2004                | De reditu – Il ritorno                  | Pilota                                                | Claudio Bondi                      |
| 2004                | Pasja                                   | żołnierz rzymski                                      | Mel Gibson                         |
| 2006                | Wszyscy jesteśmy Chrystusami            | legionista                                            | Marek Koterski                     |
| 2006                | Summer Love                             | zawiadowca stacji                                     | Piotr Uklański                     |
| 2006                | Papa Luciani – Il sorriso di Dio        | polski lekarz                                         | Giorgio Capitani                   |
| 2008                | Skorumpowani                            | smutny pan                                            | Jarosław Żamojda                   |
| 2008                | Pora mroku                              | Heni                                                  | Grzegorz Kuczeriszka               |
| 2009                | Piksele                                 | pielęgniarz Drab                                      | Jacek Lusiński                     |
| 2009                | Wierzyliśmy                             | Stanisław Gabriel Worcell                             | Mario Martone                      |
| 2010                | Fenomen                                 | aktor Nos                                             | Tadeusz Paradowicz                 |
| 2010                | Maraton tańca                           | Franuś                                                | Magdalena Łazarkiewicz             |
| 2011                | Kac Wawa                                | „Krzywonos”, kolega Andrzeja                          | Łukasz Karwowski                   |
| 2012                | Una famiglia perfetta                   | ogrodnik                                              | Paolo Genovese                     |
| 2013                | Tajemnica Westerplatte                  | Karol Szwedowski                                      | Paweł Chochlew                     |
| 2016                | Zoolander 2                             | ksiądz                                                | Ben Stiller                        |
| 2017                | Lucinda                                 |                                                       | Alberto Bambini                    |
| Seriale telewizyjne |                                         |                                                       |                                    |
| 1997                | L’avvocato Porta                        | Proiezionista                                         | –                                  |
| 2000                | Don Matteo                              | obcokrajowiec (odc. 1)                                | Enrico Oldoini                     |
| 2002                | La squadra                              | Wielimir Chlebnikow                                   | –                                  |
| 2004                | Amanti e segreti                        | Aleksandr Borodin                                     | Gianni Lepre                       |
| 2005                | Kryminalni                              | Stachyra (odc. 39)                                    | Patryk Vega                        |
| 2006                | Fala zbrodni                            | wózkarz Miecio (odc. 51)                              | Filip Zylber, Krzysztof Lang       |
| 2006                | Warto kochać                            | kierownik hotelu                                      | Jan Kidawa-Błoński                 |
| 2007                | Ekipa                                   | przewodniczący komitetu strajkowego(odc. 12)          | Agnieszka Holland                  |
| 2007                | Dwie strony medalu                      | Suchodolski (odc. 50)                                 | Grzegorz Warchoł                   |
| 2007                | Rzym                                    | Sentinella (seria II)                                 | –                                  |
| 2008                | Simpsonowie                             | 7 ról, m.in.: Ned Flanders, Moe Szyslak, Klaun Krusty | Augusto Pelliccia                  |
| 2008                | Skorumpowani                            | smutny pan                                            | Jarosław Żamojda                   |
| 2009                | Na dobre i na złe                       | Cezary Wieczorek (odc. 376)                           | Kordian Piwowarski                 |
| 2011                | Układ warszawski                        | morderca (odc. 2)                                     | Łukasz Jaworski                    |
| 2013                | Squadra antimafia – Palermo oggi        | Arcadi Podiatev (seria V)                             | Kristoph Tassin                    |
| 2014                | Il restauratore                         | Vladimir                                              | –                                  |
| 2016                | Francesco (miniserial telewizyjny 2014) | kardynał                                              | Liliana Cavani                     |